# Julien Hurbain
Julien Hurbain (2 september 1988) is een Frans voetballer die speelt als doelman. Hij stroomde in 2009 door vanuit de jeugd van Excelsior Virton. Ondanks zijn rugnummer 30 speelt hij verscheidene seizoenen als eerste doelman. 

## Statistieken
| Seizoen | Club             | Competitie    | Competitie | Competitie | Beker | Beker | Totaal | Totaal |
| Seizoen | Club             | Competitie    | Wed.       | Dlp.       | Wed.  | Dlp.  | Wed.   | Dlp.   |
| ------- | ---------------- | ------------- | ---------- | ---------- | ----- | ----- | ------ | ------ |
| 2008/09 | Excelsior Virton | Tweede klasse | 11         | 0          | 0     | 0     | 0      | 0      |
| 2009/10 | Excelsior Virton | Derde klasse  | 5          | 0          | 0     | 0     | 0      | 0      |
| 2010/11 | Excelsior Virton | Derde klasse  | 34         | 0          | 4     | 0     | 0      | 0      |
| 2011/12 | Excelsior Virton | Derde klasse  | 32         | 0          | 2     | 0     | 0      | 0      |
| 2012/13 | Excelsior Virton | Derde klasse  | 36         | 0          | 3     | 0     | 0      | 0      |
| 2013/14 | Excelsior Virton | Tweede klasse | 14         | 0          | 0     | 0     | 0      | 0      |
| Totaal  | Totaal           | Totaal        | 132        | 0          | 9     | 0     | 141    | 0      |